# Домашние роды (рассказ)
«Домашние роды» или «Рожать придётся дома» (англ. Home Delivery) — фантастический рассказ Стивена Кинга, написанный в 1989 году.

## Сюжет
Главная героиня рассказа Медди Пейс — робкая и нерешительная девушка, живущая на небольшом острове Дженнесолт или просто Дженни, у побережья штата Мэн. Мэдди — молодая вдова, которая потеряла мужа в результате трагедии во время шторма на рыбацкой лодке, к тому же она беременна и на момент смерти Джека была на втором месяце беременности. Тело так и не нашли, и на местном кладбище был захоронен пустой гроб.
Спустя несколько месяцев по всему миру неожиданно начинают оживать мертвецы, они встают из могил и начинают бесцельно бродить по окрестностям. Первое сообщение поступило из небольшой деревни, где-то в Австралии; в Америке же первый инцидент нападения произошёл в штате Флорида. Вначале мертвые производили нападения только при непосредственном нахождении живого человека поблизости, но постепенно поиск живых людей для них стал главной целью.
Главной же причиной восстания мертвых является инопланетный корабль, который зависает над Южным полюсом планеты. К нему была послана Американо-Китайская космическая экспедиция с целью изучения объекта. Но контакт с ним оказывается фатальным для экипажа. Спутник заполнен неизвестной формой жизни, напоминающей червей, которые опутывают весь корабль. Все попытки уничтожить неизвестный корабль проваливаются, и планета быстро погрузилась в зомби-апокалипсис.
Жители острова собирают все имеющие у них ресурсы и организуют отряды, чтобы начать патрулирование местного кладбища. Через несколько дней мертвецы начинают выбираться из своих могил. Зачистка кладбища продолжалась всю ночь, многим жителям пришлось стрелять в своих оживших родственников и близких.
…последние десять минут кладбище на Дженни напоминало настоящее поле боя. К концу сражения пороховой дым был таким густым, что некоторые просто задыхались. Кислый запах рвоты перебивал запах дыма, только был острее и держался дольше.
Никто этого не знал, но Медди Пейс за четыре дня до этих событий пережила подлинный ужас, когда в её дом ворвался её мёртвый муж.
Отдаленные удары прибоя на Крикет-Ледж. Дом тихо постанывал, словно старая женщина, устраивающаяся поудобнее в постели. Тиканье часов в коридоре.
- Джек?
- спросила она тихую ночь,  которая больше не была тихой.  -  Это ты,
милый? — И тут окно разбилось, и сквозь него в гостиную влез не прежний
Джек, а скелет с истлевшими кусками плоти, свисающими с костей.
Ей пришлось взять себя в руки и убить своего уже мёртвого мужа, который пытался убить её и нерождённого ребёнка. Его останки она захоронила в старой бочке в подвале. Об этом происшествии никому не сказала.

## Персонажи
- Мэдди Пейс — молодая девушка, главная героиня рассказа.
- Джордж Салливэн — отец девушки, умерший в начале повествования.
- Джек Пейс — погибший муж Мэдди.
- Боб Даггетт — председатель городской управы.
- Дэйв Имонс— местный рыбак, рассказавший Мэдди о бое на кладбище.

## Критика
Джордж Бим, написавший несколько книг о Стивене Кинге, назвал этот рассказ «квинтэссенцией Кинга».